# 龙岗山
龙岗山，是位于中国东北地区的一座山脉，北起吉林省桦甸市松花江畔，南至辽宁省新宾，龙岗山为辉发河与浑江的分水岭。

## 位置
北起红石附近第二松花江左岸，南至辽宁省新宾县和大伙房水库上游，近北东向延伸，长约250公里，宽20～30公里。为辉发河与第二松花江、浑江分水岭。北接威虎岭，南接辽宁省千山。

## 地貌
山势高大，西麓为吉东低山丘陵区的东界。海拔800～1200米，相对高度500～700米，山顶多和缓。中段靖宇、辉南间有著名的龙岗火山群，火山锥与火山口湖星罗棋布，山间有大片熔岩台地和熔岩充填的谷地。第三纪玄武岩构成少数中山山顶，多成熔岩方山，如大四方顶子，海拔1233．3米。南段受一统河、三统河分割，形成一系列北东向支脉。主要山峰有岗山（1347米）、大顶子（1265．5米）和五斤顶子（1251米）等。北段与中段森林茂密，南段森林稀疏，有轻度水土流失。

## 地质
受北东向断裂构造控制，新构造运动上升明显并有强烈的火山活动。山体岩石主要为太古界鞍山群变质岩，间有寒武系、奥陶系变质岩、侏罗系火山岩，中段有大片第三纪和第四纪玄武岩。